# كاليب بيكر
كاليب بيكر (بالإنجليزية: Caleb Baker)‏ هو قاضي ومحامي وسياسي أمريكي، ولد في 1762 في بروفيدنس في الولايات المتحدة، وتوفي في 26 يونيو 1849. حزبياً، نشط في الحزب الجمهوري الديمقراطي. وقد انتخب عضو جمعية ولاية نيويورك وانتخب عضو مجلس النواب الأمريكي.